# Gabapentinoide
Gabapentinoides, também conhecidos como ligantes alfa-2/delta (α2δ), são uma classe química composta por fármacos derivados do neurotransmissor ácido gama-aminobutírico (GABA), ou seja, compreendem substâncias que são análogos do GABA. Em termos farmacológicos, esses medicamentos atuam bloqueando os ligantes  α2δ nos canais de cálcio dependentes de voltagem. O sítio de ligação α2δ tem sido denominado como receptor de gabapentina, pois é o alvo de ação dos fármacos gabapentina e pregabalina.
Os gabapentinoides usados clinicamente incluem gabapentina, pregabalina e mirogabalina,, bem como o gabapentina enacarbil, um pró-fármaco da gabapentina. Além destes, o phenibut demonstrou ação similar a dos gabapentinoides, além de agir como agonista do receptor GABAB. Outros análogos, como a imagabalina, são objetivos de estudos em ensaios clínicos, mas aguardam pesquisas mais conclusivas para possível aprovação.